# Leifiet
Leifiet is een kleurloos mineraal, en heeft als scheikundige samenstelling Na2(Si,Al,Be)7(O,OH,F)14.

## Oorsprong
Hydrothermaal in holten van alkalipegmatieten, geassocieerd met mikroklien en zinnwaldiet.

## Voorkomen
Kristallen met een doorsnede tot 2 cm, komen voor in Narssarssuk in Groenland. Fijne kristallen die geassocieerd zijn met sérandiet, komen voor in Mont Saint-Hilaire, Quebec in Canada.